# Клевеїт
Клевеїт (рос. клевеит; англ. cleveite; нім. Cleveit m) — мінерал класу оксидів і гідроксидів, різновид уранініту, багатий на рідкісноземельні елементи (до 6 %) та ітрій (до 10 %). Радіоактивний. Руда урану й радію. Від прізвища шведського хіміка Пера Теодора Клеве.